# Kürnach (Eschach)
Die Kürnach ist ein etwa 9,4 km langer, orografisch rechter bzw. östlicher Zufluss der Eschach im schwäbischen Landkreis Oberallgäu in Bayern (Deutschland).

## Verlauf
Die Kürnach entspringt westlich des Buchenberger Ortsteils Wegscheidel. Sie fließt nach Westen durch das gleichnamige Kürnachtal, das abschnittsweise den Hohentanner Wald und Kürnacher Wald voneinander trennt. Dabei durchquert sie die Weiler Oberkürnach, Unterkürnach und Häfeliswald, welche zu Wiggensbach gehören. Nördlich von Schmidsfelden mündet sie an der Grenze zu Baden-Württemberg in den dort von Süden kommenden Aitrach-Zufluss Eschach.
Gespeist wird die Kürnach von zahlreichen Tobel und Gebirgsbächen. Der natürliche Verlauf der Kürnach wird kaum eingeschränkt und auch eine intakte Ufervegetation ist fast durchgehend vorhanden.
Die Kürnach fließt zwischen dem Nord- und Mittelteil des Fauna-Flora-Habitat-Gebiets Kürnacher Wald (FFH-Nr. 8227-373), dessen Flächen abschnittsweise bis an den Bach reichen.